# Обавештајац (ТВ серија)
Обавештајац (енгл. Intelligence) је британска телевизијска комедија ситуације творца Ника Мохамеда и у којој глуми Дејвид Швимер. Почела је с емитовањем 21. фебруара 2020. године на Sky One-у. Мрежа је потврдила преузимање 2. сезоне. Серија је почела с емитовањем 9. фебруара 2021. године у Србији на Fox-у.

## Радња
Агент Националне сигурносне агенције удружује се са рачунарским аналитичарем како би основали нову јединицу за високотехнолошки криминал у Министарству комуникација Велике Британије.

## Улоге

### Главне
| Глумац              | Улога            |
| ------------------- | ---------------- |
| Дејвид Швимер       | Џери Бернштајн   |
| Ник Мохамед         | Џозеф Харијес    |
| Вилем Дафо          | Нудис Вулко      |
| Џејн Станес         | Мери             |
| Силвестра Ле Тоузел | Кристин Кранфилд |
| Гана Бајарсајкан    | Тува Олсен       |
| Елиот Солт          | Евелин           |
| Оливер Бирч         | Квентин О'Хигинс |

### Споредне
| Глумац       | Улога          |
| ------------ | -------------- |
| Колин Салмон | Руперт Флеминг |
| Луси Вер     | Ума            |

## Епизоде
| Бр. еп. | Наслов    | Редитељ   | Сценариста  | Премијера         | Гледаност у У.К. (милиони) |
| --- | --------- | --------- | ----------- | ----------------- | -------------------------- |
| 1 | Епизода 1 | Мет Липси | Ник Мохамед | 21. фебруар 2020. | N/A                        |
| Џери, агент Службе за националну безбедност, придружује се екипи Министарства комуникација. Млађи аналитичар Џозеф је посебно узбуђен. Директорка Сајбер безбедности Кристин није одушевљена и жели да сазна прави разлог Џеријевог доласка.      |           |           |             |                   |                            |
| 2 | Епизода 2 | Мет Липси | Ник Мохамед | 21. фебруар 2020. | N/A                        |
| Џозеф је грешком обрисао досијее особља и сви су присиљени да понове испит склоности. Плашећи се да ће морати на полиграф, Џери предлаже да сам води испитивања. Међутим, схвативши да Кристин гаји осећања према њему, пристаје да полаже испит. |           |           |             |                   |                            |
| 3 | Епизода 3 | Мет Липси | Ник Мохамед | 21. фебруар 2020. | N/A                        |
| Кристин је објавила да су сервери хаковани и читава екипа ради докасно да санира штету. Џери наговара екипу да игноришу Кристинина наређења и сопственим методама покреће лов на осумњиченог.                                                     |           |           |             |                   |                            |
| 4 | Епизода 4 | Мет Липси | Ник Мохамед | 21. фебруар 2020. | N/A                        |
| Јединица за високотехнолошки криминал је хакована. Џери предлаже да се екипи придружи хакер који је одговоран за напад. Џозеф постаје љубоморан на придошлицу и покушава да поврати Џеријеву наклоност.                                           |           |           |             |                   |                            |
| 5 | Епизода 5 | Мет Липси | Ник Мохамет | 21. фебруар 2020. | N/A                        |
| Џери признаје да је спавао с колегиницом Тувом, што дубоко погађа Џозефа. Међутим, када Џозеф открије да је Џери ожењен, почиње да сумња у њихово пријатељство. Кристин покушава да омекша свој приступ док Мери самостално обавља задатке.       |           |           |             |                   |                            |
| 6 | Епизода 6 | Мет Липси | ник Мохамед | 21. фебруар 2020. | N/A                        |
| Џери сазнаје да његов пријатељ и агент ФБИ-ја Клинт спава с његовом супругом. У налету беса, Џери пуца у Клинта. Када се Клинт појави носећи захтев за изручење, Џеријева прошлост у Националној безбедносној агенцији излази на видело.          |           |           |             |                   |                            |